# Jean Bodel
Jean Bodel, eigentlich Jehan Bodel, (* um 1165 in Arras; † um 1209 ebenda) war ein altfranzösischer Spielmann (Ménestrel) und mittelalterlicher Dichter. 
Bodel lebte in der damals zu Burgund gehörigen reichen Tuchweberstadt Arras und verfasste seine Werke im Alt-Picardischen, dem Dialekt seiner Heimat. Sein Œuvre enthält unter anderem den ersten mit Namen des Autors überlieferten dramatischen Text der französischen Literaturgeschichte. Es ist das am 5. Dezember 1201 uraufgeführte Le Jeu de Saint Nicolas („Spiel vom Hl. Nikolaus“, eine sogenannte Fabliau-Dichtung). Noch in seiner Jugend verfasste der Autor das La Chanson des saisnes (1180, „Gesang über den Sachsenkrieg“ Karls des Großen gegen Widukind), das auf ältere Vorlagen zurückgeht und eine Brücke zu den Überlieferungen des frühen Mittelalters bildet. 
Bodel, der sich um 1202 einem Kreuzzug anschließen wollte, erkrankte noch vor seiner Abreise an Lepra. Sein letztes Werk war ein Abschiedslied, ein sogenannter Congé, das großen Anklang fand. Es diente über Jahrhunderte hinweg als Vorbild für Werke anderer Künstler, wenngleich nicht immer mit ähnlich tragischem Hintergrund. Bodel starb schließlich 1209 in einer Aussätzigenanstalt seiner Heimatstadt Arras.